# Milly Vitale

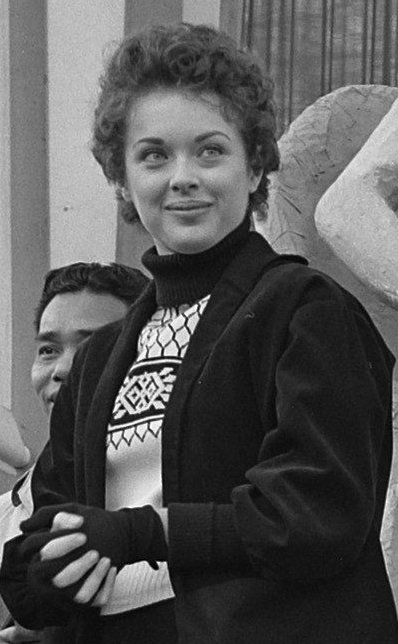
Milly Vitale (1954)

Camilia „Milly“ Vitale (* 6. Mai 1932 in Rom; † 2. November 2006 ebenda) war eine italienische Filmschauspielerin mit Karrierehöhepunkt in den gesamten 1950er Jahren.

## Leben
Die Tochter eines italienischen Orchesterleiters und einer russischen Choreographin wurde mit 15 Jahren für den Film entdeckt und entwickelte sich in den 1950er Jahren zu einer der meistbeschäftigten Darstellerinnen des heimischen Films. Schlagartig bekannt wurde Milly Vitale 1948 mit der Maria in “Kritische Jahre”, einem engagierten Zeitbild aus der Mussolini-Ära. Die in jungen Jahren noch etwas pausbäckige, attraktive Nachwuchsmimin spielte in der Folgezeit Haupt- und Nebenrollen in Romanzen wie Melodramen, in Historienfilmen wie auch in Sandalenstreifen. Gelegentlich sah man Milly Vitale auch in britischen bzw. US-Produktionen, vor allem, wenn sie in Cinecittà (wie 1947/48 “Graf Cagliostro” und 1955 Krieg und Frieden) gedreht wurden. 
In diesen Jahren arbeitete sie mit einer Reihe von bekannten nationalen wie internationalen Regisseuren zusammen, darunter den Italienern Luigi Zampa, Mario Bonnard, Guido Brignone und Camillo Mastrocinque sowie den Hollywoodianern Michael Curtiz, Melville Shavelson, Edward Dmytryk und King Vidor. Als Filmpartner standen ihr Weltstars wie Orson Welles, Kirk Douglas, Henry Fonda, Audrey Hepburn, James Cagney und Bob Hope zur Seite. Nebenbei wirkte die Künstlerin auch als Synchronsprecherin.
Zu Beginn der 1960er Jahre, einhergehend mit der Eheschließung mit dem amerikanischen Geschäftsmann Vincent Hillyer, einem ehemaligen Schwager des iranischen Schahs Reza Pahlevi, am 25. Oktober 1960 in Bel Air (Los Angeles), zog sich Milly Vitale sukzessive aus dem Filmgeschäft zurück und übersiedelte in die Vereinigten Staaten. Dort gebar sie 1961 und 1964 jeweils einen Sohn. Nach ihrer endgültigen Rückkehr nach Italien infolge der Scheidung von Hillyer (im August 1966) beendete Milly Vitale 1972 endgültig ihre Arbeit vor der Kamera.

## Filmografie
- 1947: I fratelli Karamazoff
- 1948: Città dolente
- 1948: Kritische Jahre (Anni difficili)
- 1949: Graf Cagliostro (Black Magic)
- 1949: La sepolta viva
- 1949: La figlia del peccato
- 1950: Der Löwe von Amalfi (Il leone di Amalfi)
- 1950: Unerbittliche Liebe (Gli inesorabili)
- 1950: Cuori sul mare
- 1951: Die Rache des Korsaren (La vendetta del corsaro)
- 1951: Trieste mia!
- 1951: Il caimano del Piave
- 1952: Il figlio di Lagardère
- 1952: La prigioniera della torre di fuoco
- 1952: Auf des Degens Spitze (A fil di spada)
- 1953: Nero – Der Untergang Roms (Nerone e Messalina)
- 1953: Für dich hab ich gesündigt (Per salvarti ho peccato)
- 1953: Bittere Liebe (Noi cannibali)
- 1953: Condannatelo!
- 1953: Der Gehetzte (The Juggler)
- 1953: L'eterna femmina
- 1953: Rasputin (Raspoutine)
- 1954: Die Bettlerin von Notre Dame (Le due orfanelle)
- 1954: Brutale Gewalt (Acque amare)
- 1954: Die Tochter der Mata Hari (La figlia di Mata Hari)
- 1955: Vendicata!
- 1955: Torna piccina mia
- 1955: Komödiantenkinder (The Seven Little Foys)
- 1956: Krieg und Frieden (War and Peace)
- 1956: Gli occhi senza luce
- 1957: Der schwarze Teufel (Il diavolo nero)
- 1957: Frauen, die uns nachts begegnen (The Flesh Is Weak)
- 1958: The Battle of V-1
- 1958: Zehn Gewehre warten (Diez fusiles esperan)
- 1959: Hannibal (Annibale)
- 1960: Prinzessin Olympia (Olimpia)
- 1960: Revak – Sklave von Karthago (Revak, lo schiavo di Cartagine)
- 1962: Katharina von Rußland (Caterina di Russia)
- 1968: Il medico della mutua
- 1968: Gangster sterben zweimal (Gangsters ’70)
- 1970: Generalstreik (Contestazione generale)
- 1972: La grande avventura di Scaramouche